# Martin-Luther-Haus (Korschenbroich)

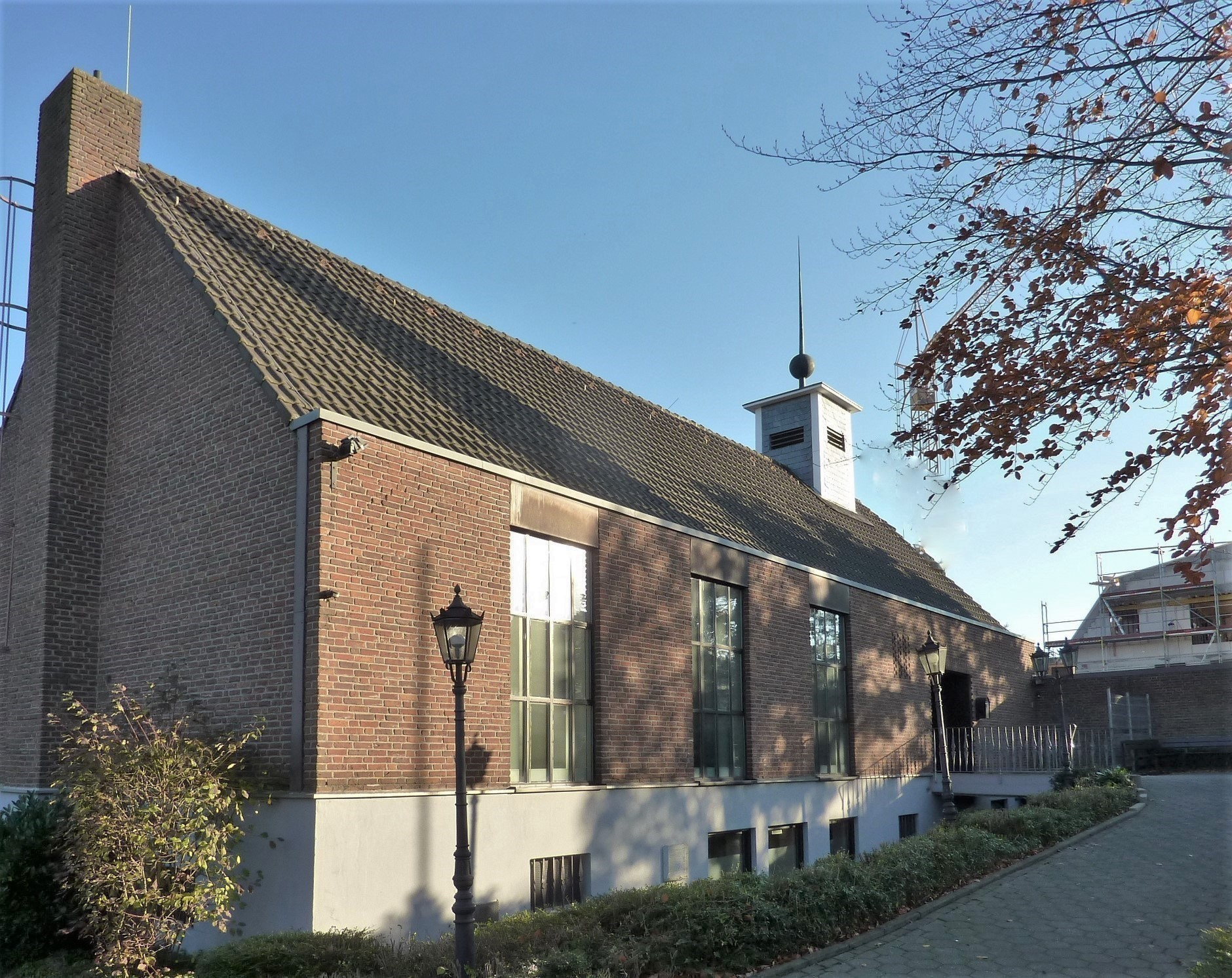
Das Martin-Luther-Haus

Das Martin-Luther-Haus ist eine evangelische Kirche im Ortsteil Kleinenbroich der Stadt Korschenbroich im Rhein-Kreis Neuss in Nordrhein-Westfalen. Es ist nach dem Reformator Martin Luther benannt und eins von drei Kirchengebäuden der Kirchengemeinde Korschenbroich, die zum Kirchenkreis Gladbach-Neuss der Evangelischen Kirche im Rheinland gehört.

## Geschichte
Das Martin-Luther-Haus wurde 1980 erbaut. Im Sommer 2011 wurde die Kirche von innen komplett renoviert. Der Entwurf stammt von Norbert Sonntag, der bei einem Architektenwettbewerb siegte. Am Sonntag, den 2. Oktober 2011, wurde die renovierte Kirche eingeweiht.

## Innenausstattung
Durch die Renovierung 2011 ist die Kirche sehr modern ausgestattet. Für 200.000 € wurden die maroden Fenster und die überalterte Heizung ausgetauscht. Es wurden mehrere Oberlichter ergänzt und zudem auch Altar, Kanzel und Taufbecken erneuert.